# Wim De Vocht
Wim De Vocht (Turnhout, 19 april 1982) is een Belgisch voormalig wielrenner. 

## Carrière
De Vocht kreeg zijn eerste profcontract bij Relax-Bodysol en mocht in 2005 doorstromen naar het ProTour-team van Davitamon-Lotto. Deze renner boekte nog geen overwinningen, maar staat bekend voor zijn overgave en strijdlust.
In 2006 kwam hij zwaar ten val hij in de Ronde van Vlaanderen en brak zijn elleboog. Hiermee zag hij zijn klassiek voorseizoen en een mogelijke deelname aan de Ronde van Italië aan zijn neus voorbijgaan.
Na problemen met de doorbloeding in zijn benen is hij is oktober 2007 begonnen met trainingen te volgen bij zijn oud-trainer Yvo Vanherck van Cardiofit in zijn geboortedorp Arendonk. Liesbet De Vocht is de oudere zus van Wim De Vocht.
Hij kwam van 2011 tot 2012 uit voor Accent.Jobs-Willems Veranda's.

## Belangrijkste overwinningen
2003
- Ronde van Vlaanderen U23
- 4e etappe Le Transalsace International (U23)

## Belangrijkste ereplaatsen
2005
- 2e in Memorial Rik Van Steenbergen

2006
- 9e in Omloop Het Volk

## Resultaten in voornaamste wedstrijden
| Jaar | Ronde van Italië | Ronde van Frankrijk | Ronde van Spanje |
| ---- | ---------------- | ------------------- | ---------------- |
| 2004 |                  |                     |                  |
| 2005 |                  |                     |                  |
| 2006 |                  |                     | opgave           |
| 2007 |                  |                     |                  |
| 2008 |                  |                     |                  |
| 2009 |                  |                     |                  |
| 2010 |                  |                     |                  |
| 2011 |                  |                     |                  |

| Jaar | Gent-Wevelgem | Ronde van Vlaanderen | Parijs-Roubaix | Omloop Het Nieuwsblad |
| ---- | ------------- | -------------------- | -------------- | --------------------- |
| 2004 |               | 92e                  |                |                       |
| 2005 | 35e           | 93e                  | 34e            |                       |
| 2006 |               |                      |                | 9e                    |
| 2007 |               | 106e                 |                |                       |
| 2008 | 163e          | 97e                  | 14e            |                       |
| 2009 |               | 68e                  |                | 18e                   |
| 2010 | 29e           |                      | 68e            | 133e                  |
| 2011 |               |                      |                | 59e                   |